# Leichtathletik-Weltmeisterschaften 2013/Diskuswurf der Männer

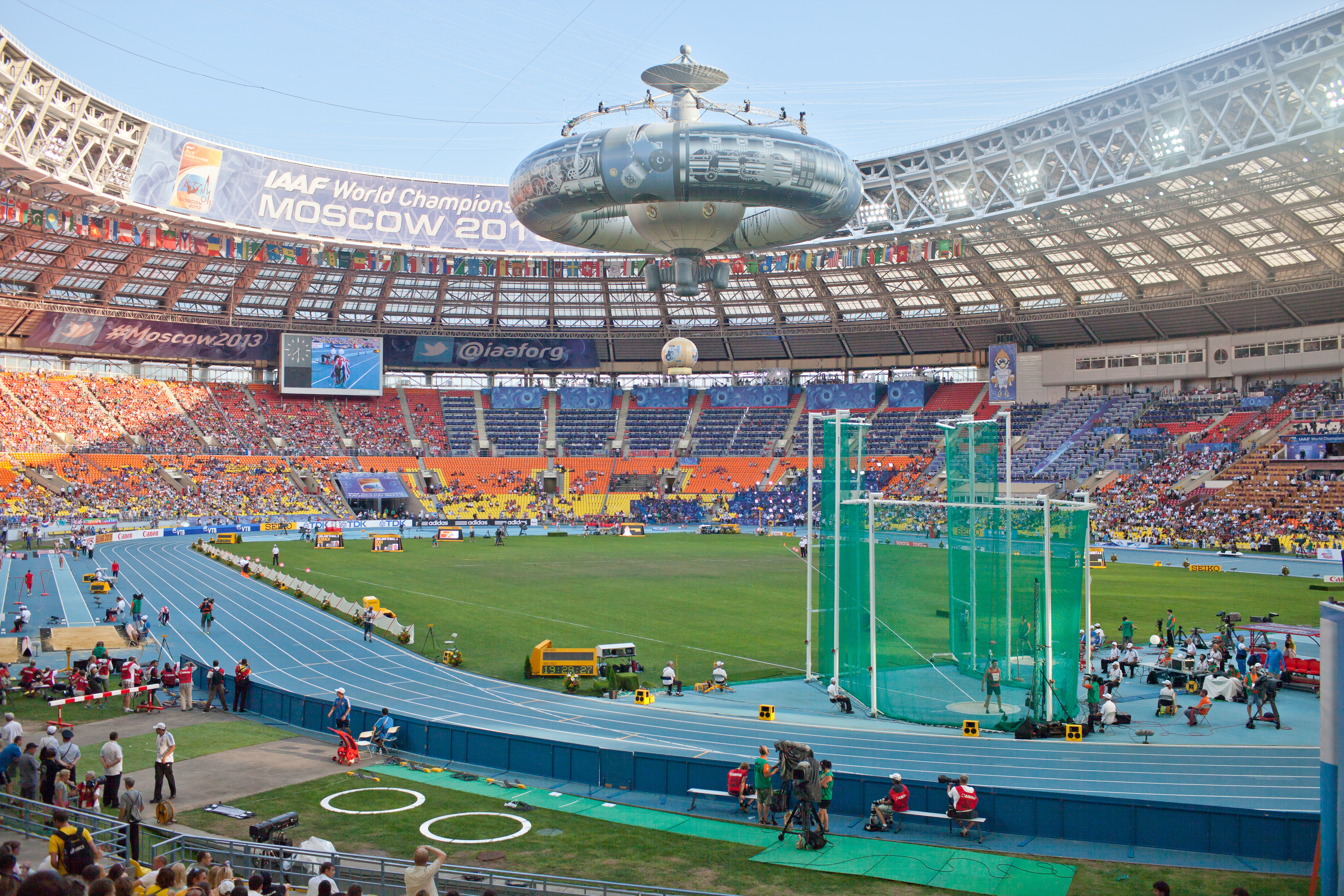
Das Olympiastadion Luschniki während der Weltmeisterschaften

Der Diskuswurf der Männer bei den Leichtathletik-Weltmeisterschaften 2013 wurde am 12. und 13. August 2013 im Olympiastadion Luschniki der russischen Hauptstadt Moskau ausgetragen.
Zum dritten Mal in Folge wurde der aktuelle Olympiasieger und amtierende Europameister Robert Harting aus Deutschland Weltmeister. Darüber hinaus hatte er 2007 WM-Silber und 2010 EM-Silber gewonnen.

Rang zwei belegte der polnische Vizeweltmeister von 2009, Olympiazweite von 2008 und Europameister von 2010 Piotr Małachowski.

Auch Bronzemedaillengewinner Gerd Kanter aus Estland konnte als Olympiasieger von 2008, Olympiadritter von 2012, Weltmeister von 2007, zweifacher Vizeweltmeister (2005/2011), WM-Dritter von 2009 und zweifacher Vizeeuropameister (2006/2012) auf eine imposante Erfolgsbilanz verweisen.

## Bestehende Rekorde
| Weltrekord | 74,08 m | Jürgen Schult     | Neubrandenburg, DDR (heute Deutschland) | 6. Juni 1986   |
| WM-Rekord  | 70,17 m | Virgilijus Alekna | WM 2005 in Helsinki, Finnland           | 7. August 2005 |

Der bestehende WM-Rekord wurde bei diesen Weltmeisterschaften nicht eingestellt und nicht verbessert.

## Legende
Kurze Übersicht zur Bedeutung der Symbolik – so üblicherweise auch in sonstigen Veröffentlichungen verwendet:
| – | verzichtet |
| x | ungültig   |

## Qualifikation
Dreißig Teilnehmer traten in zwei Gruppen zur Qualifikationsrunde an. Die Qualifikationsweite für den direkten Finaleinzug betrug 65,00 m. Drei Athleten übertrafen diese Marke (hellblau unterlegt). Das Finalfeld wurde mit den neun nächstplatzierten Sportlern auf zwölf Werfer aufgefüllt (hellgrün unterlegt). So mussten schließlich 62,45 m für die Finalteilnahme erbracht werden.

### Gruppe A
12. August 2013, 9:40 Uhr
| Platz | Name                | Nation         | Resultat (m) | 1. Versuch (m) | 2. Versuch (m) | 3. Versuch (m) |
| 1     | Robert Harting      | Deutschland    | 66,62        | 66,62          | –              | –              |
| 2     | Gerd Kanter         | Estland        | 65,54        | 65,54          | –              | –              |
| 3     | Robert Urbanek      | Polen          | 64,21        | 62,89          | x              | 64,21          |
| 4     | Vikas Gowda         | Indien         | 63,64        | 63,64          | 62,59          | 62,67          |
| 5     | Mario Pestano       | Spanien        | 62,80        | 62,80          | 61,79          | 62,15          |
| 6     | Victor Hogan        | Südafrika      | 62,45        | x              | 62,45          | 61,59          |
| 7     | Christoph Harting   | Deutschland    | 62,28        | 62,17          | 62,28          | 60,36          |
| 8     | Ercüment Olgundeniz | Türkei         | 60,81        | 59,55          | 60,81          | x              |
| 9     | Apostolos Parellis  | Zypern         | 59,84        | 59,84          | 56,95          | 59,08          |
| 10    | Benn Harradine      | Australien     | 59,68        | x              | 59,68          | x              |
| 11    | Brett Morse         | Großbritannien | 59,23        | x              | 59,23          | 58,60          |
| 12    | Niklas Arrhenius    | Schweden       | 59,13        | 59,13          | 57,39          | 57,42          |
| 13    | Lance Brooks        | USA            | 59,08        | 59,08          | x              | 57,94          |
| 14    | Danijel Furtula     | Montenegro     | 58,28        | x              | 58,28          | 58,26          |
| 15    | Mahmoud Samimi      | Iran           | 57,77        | x              | 57,38          | 57,77          |

In Qualifikationsgruppe A ausgeschiedene Diskuswerfer:

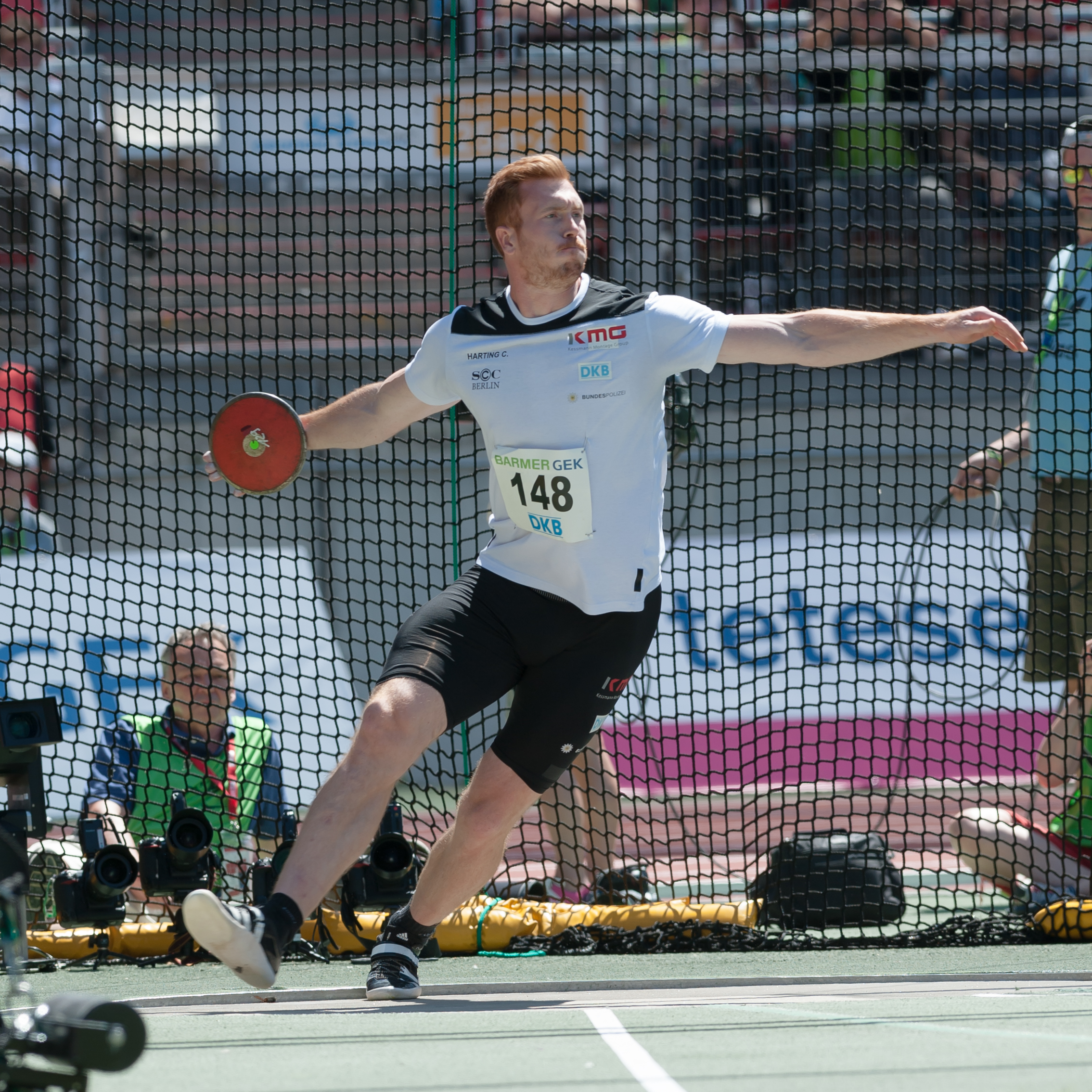
Christoph Harting Rang sieben mit 62,28 m
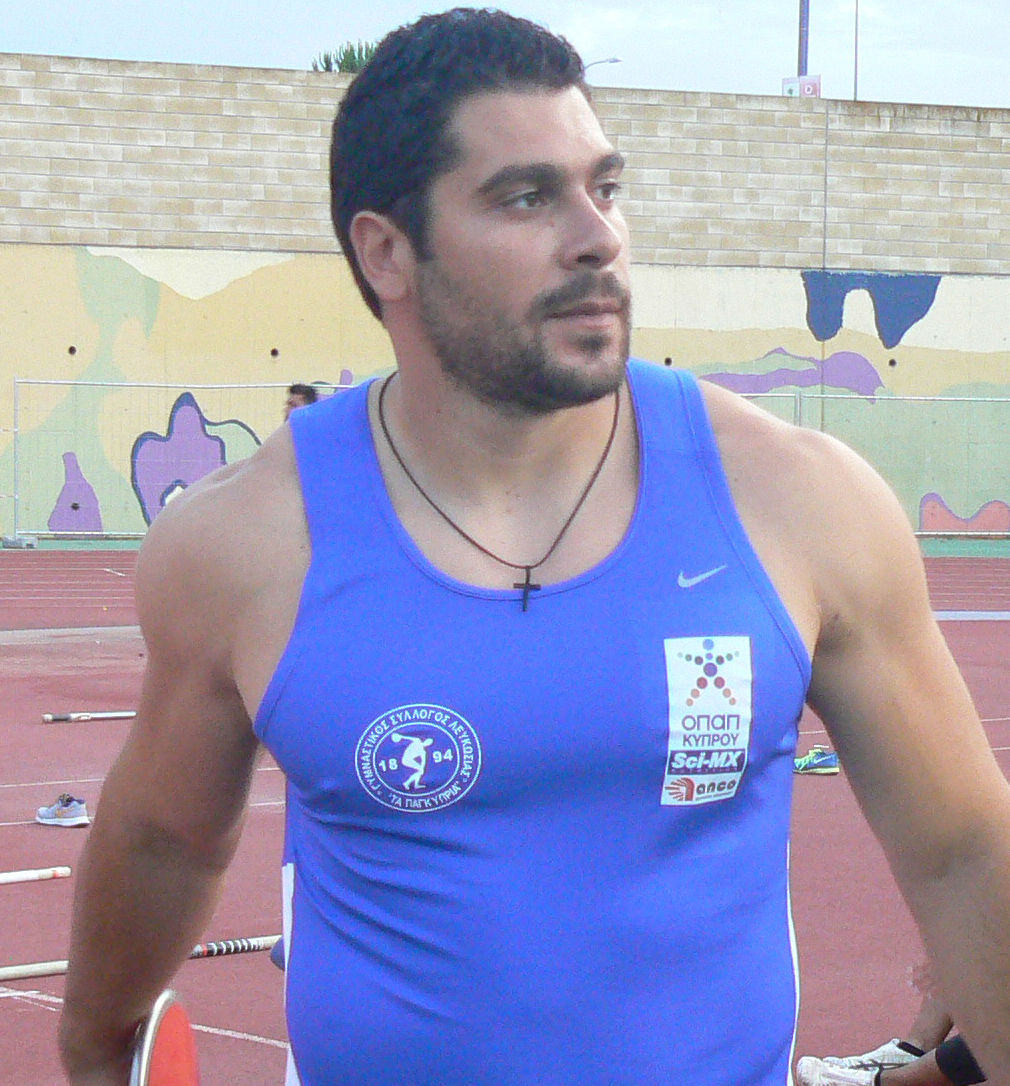
Apostolos Parellis Rang neun mit 59,84 m
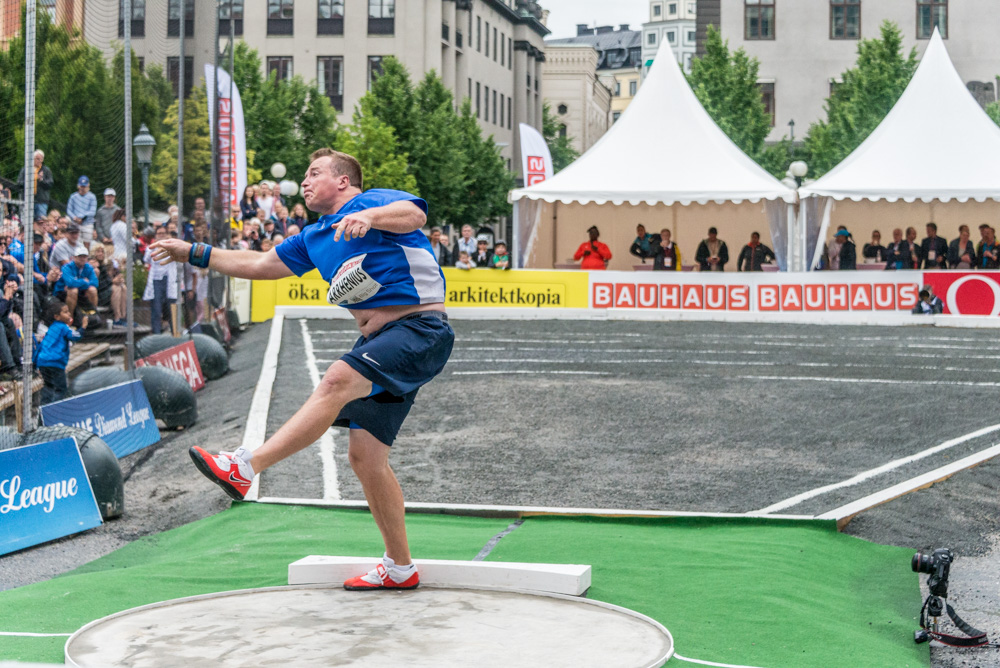
Niklas Arrhenius Rang zwölf mit 59,13 m
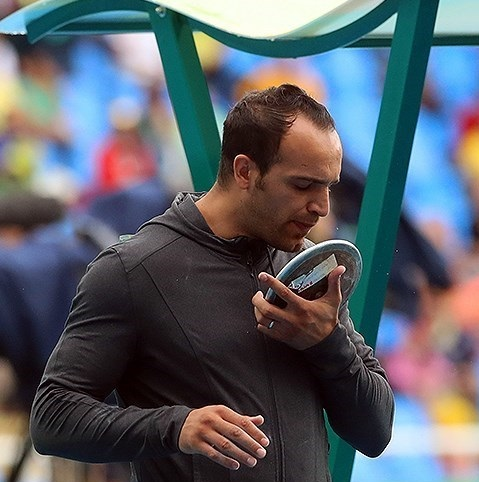
Mahmoud Samimi Rang fünfzehn mit 57,77 m

### Gruppe B
12. August 2013, 11:05 Uhr
| Platz | Name                      | Nation        | Resultat (m) | 1. Versuch (m) | 2. Versuch (m) | 3. Versuch (m) |
| 1     | Piotr Małachowski         | Polen         | 66,00        | 66,00          | –              | –              |
| 2     | Jorge Fernández           | Kuba          | 64,86        | 64,86          | –              | –              |
| 3     | Martin Wierig             | Deutschland   | 64,06        | 63,47          | 64,06          | –              |
| 4     | Yennifer Frank Casañas    | Spanien       | 63,17        | x              | x              | 63,17          |
| 5     | Wiktor Butenko            | Russland      | 63,07        | x              | 63,07          | x              |
| 6     | Julian Wruck              | Australien    | 62,48        | 60,36          | 60,84          | 62,48          |
| 7     | Erik Cadée                | Niederlande   | 62,14        | 61,75          | 62,14          | x              |
| 8     | Martin Marić              | Kroatien      | 61,98        | 61,98          | x              | 61,58          |
| 9     | Virgilijus Alekna         | Litauen       | 61,91        | 61,91          | 61,56          | 61,27          |
| 10    | Gerhard Mayer             | Österreich    | 59,85        | 59,85          | 58,19          | 59,81          |
| 11    | Musaeb al-Momani          | Jordanien     | 59,38        | 58,20          | 58,84          | 59,38          |
| 12    | Ronald Julião             | Brasilien     | 59,36        | x              | 59,36          | 57,77          |
| 13    | Giovanni Faloci           | Italien       | 57,54        | 57,23          | 55,66          | 57,54          |
| 14    | Alex Rose                 | Samoa         | 56,19        | 54,62          | 56,19          | 54,31          |
| 15    | Sultan Mubarak al-Dawoodi | Saudi-Arabien | 55,94        | 55,94          | 54,08          | x              |

In Qualifikationsgruppe B ausgeschiedene Diskuswerfer:

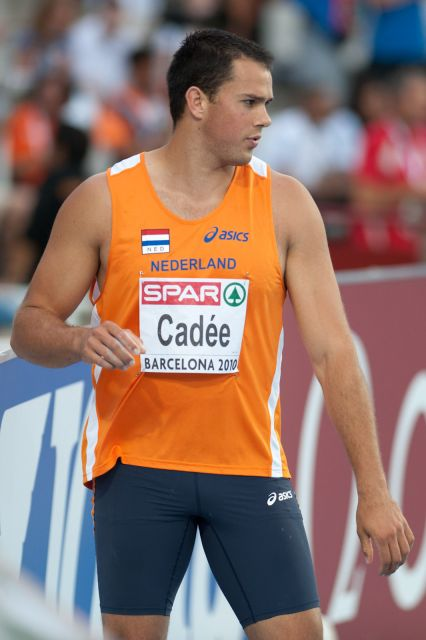
Erik Cadée Rang sieben mit 62,14 m
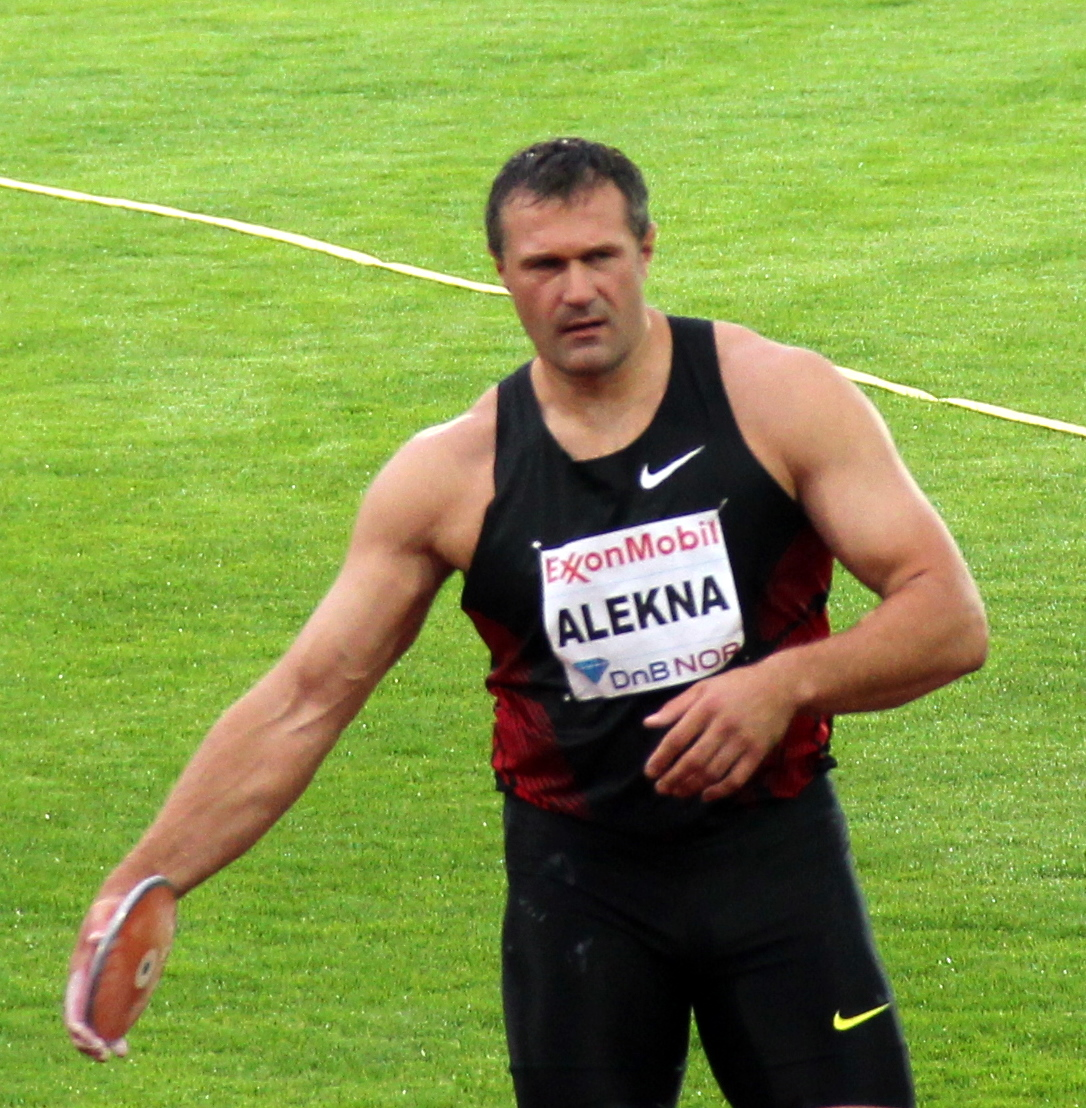
Virgilijus Alekna, unter anderem zweifacher Olympiasieger (2000/2004) und zweifacher Weltmeister (2003 2005) – Rang neun mit 61,91 m
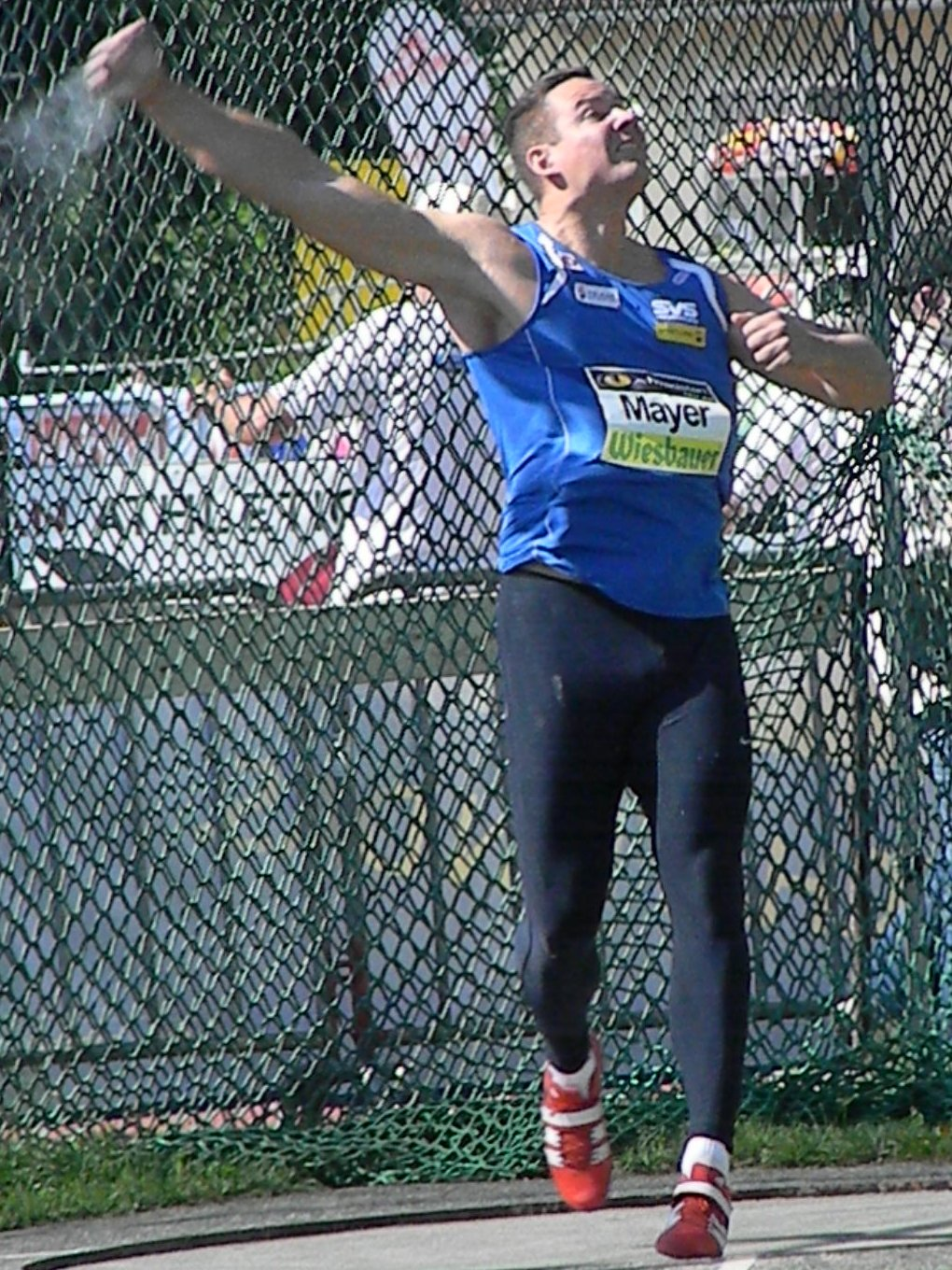
Gerhard Mayer Rang zehn mit 59,85 m
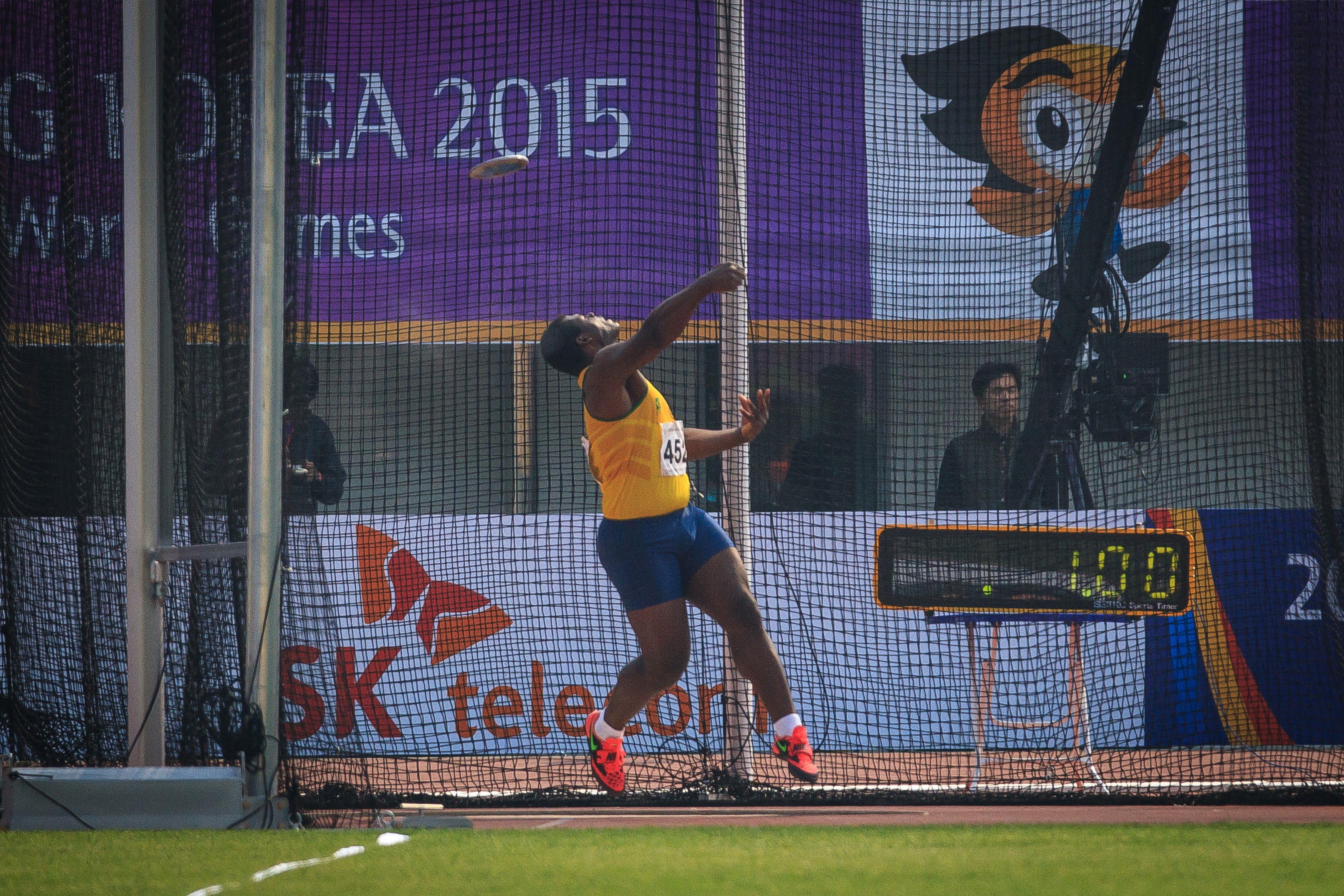
Ronald Julião Rang zwölf mit 59,36 m

## Finale
13. August 2013, 19:00 Uhr
| Platz | Name                   | Nation      | Resultat (m) | 1. Versuch (m) | 2. Versuch (m) | 3. Versuch (m) | 4. Versuch (m)                         | 5. Versuch (m)                         | 6. Versuch (m)                         |
| 1     | Robert Harting         | Deutschland | 69,11        | 62,16          | 68,13          | x              | 69,11                                  | –                                      | 69,08                                  |
| 2     | Piotr Małachowski      | Polen       | 68,36        | 64,49          | x              | 65,09          | 67,18                                  | 68,36                                  | 67,21                                  |
| 3     | Gerd Kanter            | Estland     | 65,19        | 64,90          | 65,19          | x              | x                                      | x                                      | x                                      |
| 4     | Martin Wierig          | Deutschland | 65,02        | x              | 63,72          | x              | 65,02                                  | x                                      | 63,42                                  |
| 5     | Victor Hogan           | Südafrika   | 64,35        | 64,35          | 62,84          | 60,98          | 61,69                                  | x                                      | 63,44                                  |
| 6     | Robert Urbanek         | Polen       | 64,32        | 63,58          | 62,20          | 64,32          | 64,01                                  | 62,05                                  | 62,70                                  |
| 7     | Vikas Gowda            | Indien      | 64,03        | 63,41          | x              | 62,20          | 64,03                                  | 63,67                                  | 63,64                                  |
| 8     | Wiktor Butenko         | Russland    | 63,38        | x              | 63,38          | x              | x                                      | x                                      | x                                      |
| 9     | Yennifer Frank Casañas | Spanien     | 62,89        | 62,40          | 62,89          | 61,26          | nicht im Finale der besten acht Werfer | nicht im Finale der besten acht Werfer | nicht im Finale der besten acht Werfer |
| 10    | Jorge Fernández        | Kuba        | 62,88        | 62,88          | 62,39          | 62,50          | nicht im Finale der besten acht Werfer | nicht im Finale der besten acht Werfer | nicht im Finale der besten acht Werfer |
| 11    | Julian Wruck           | Australien  | 62,40        | 60,91          | 61,80          | 62,40          | nicht im Finale der besten acht Werfer | nicht im Finale der besten acht Werfer | nicht im Finale der besten acht Werfer |
| 12    | Mario Pestano          | Spanien     | 61,88        | x              | 60,13          | 61,88          | nicht im Finale der besten acht Werfer | nicht im Finale der besten acht Werfer | nicht im Finale der besten acht Werfer |

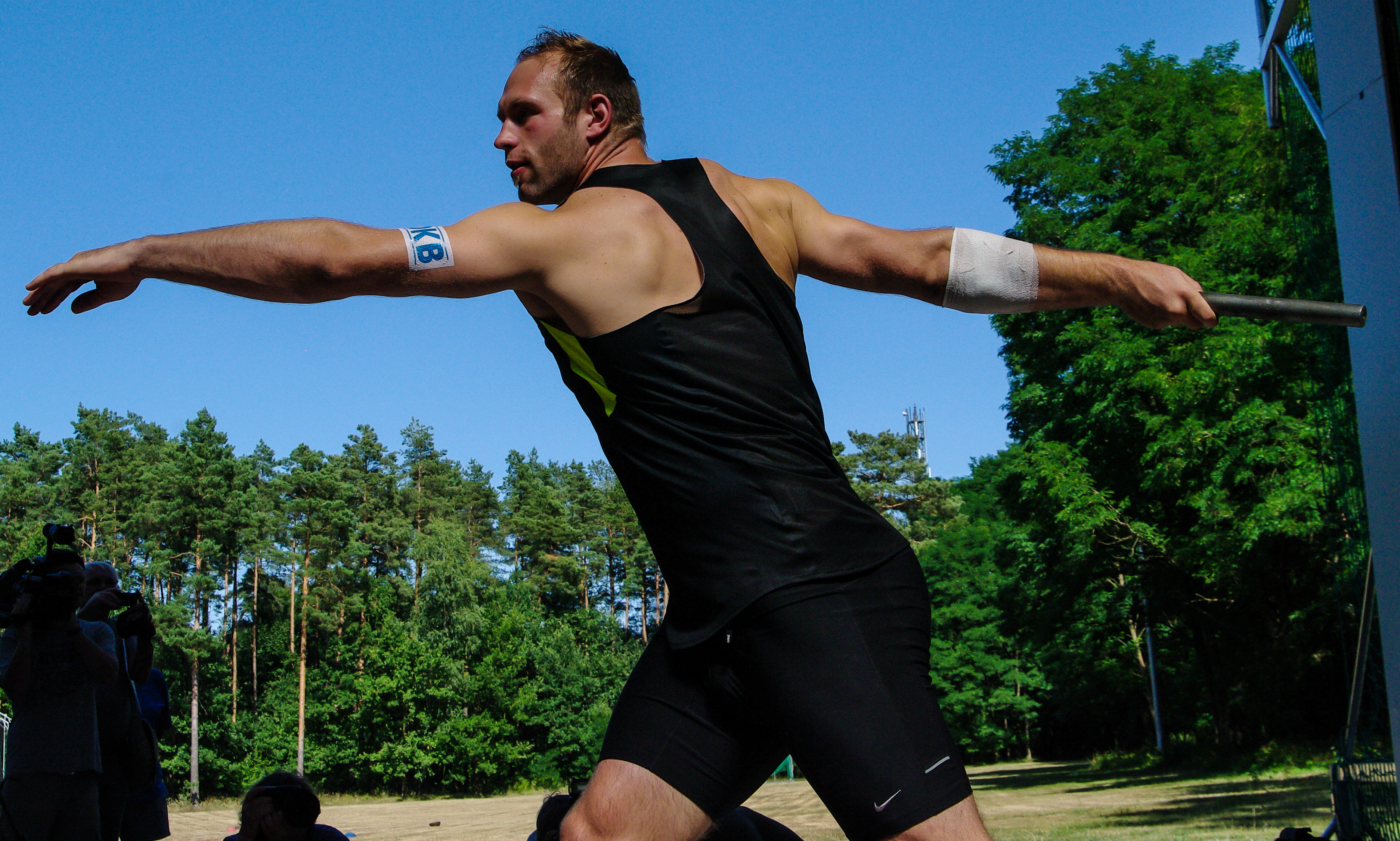
Dritter WM-Titel in Folge für den aktuellen Olympiasieger und amtierenden Europameister Robert Harting
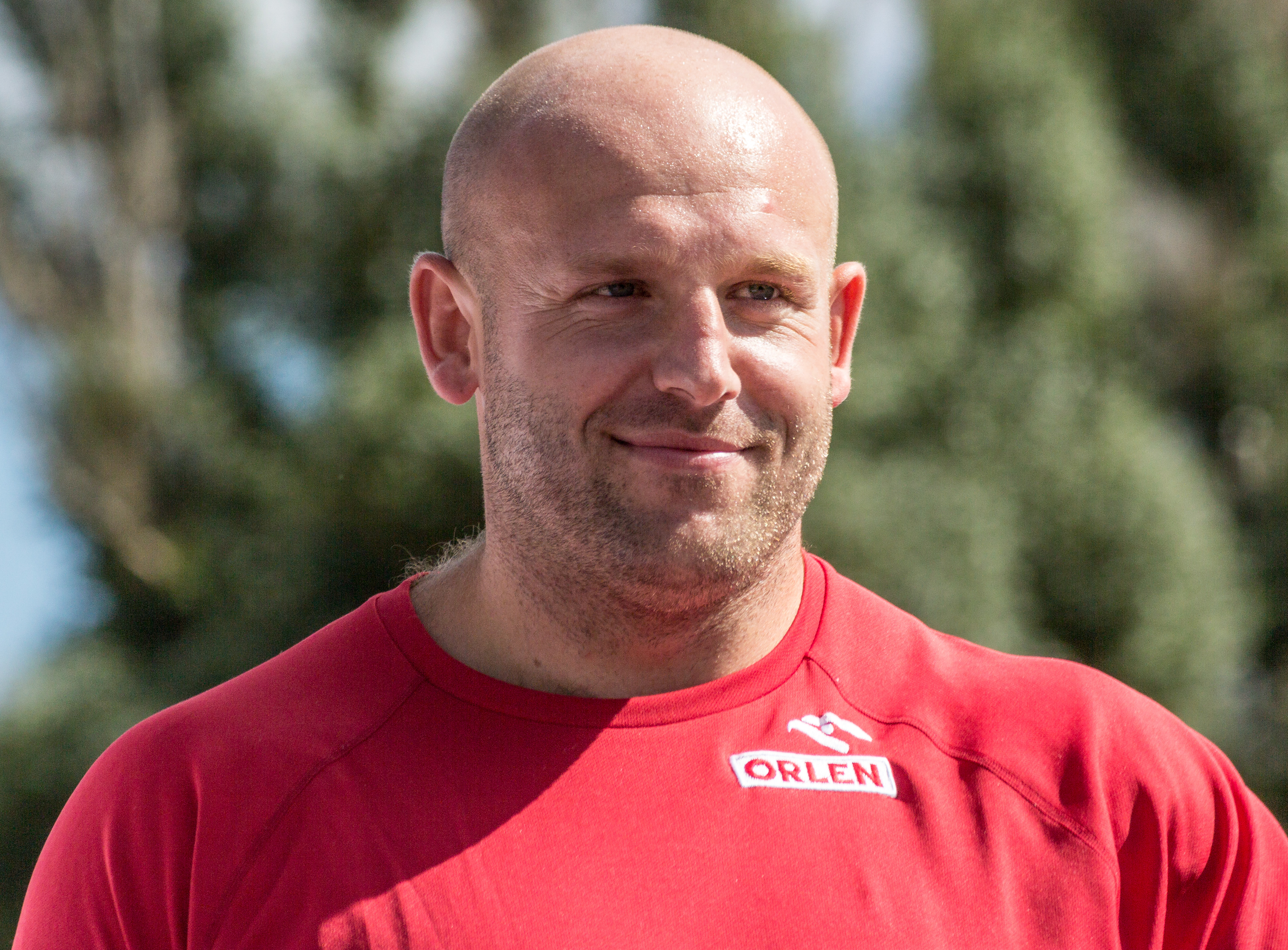
Vizeweltmeister wie 2009 wurde der Olympiazweite von 2008 und Europameister von 2010 Piotr Małachowski
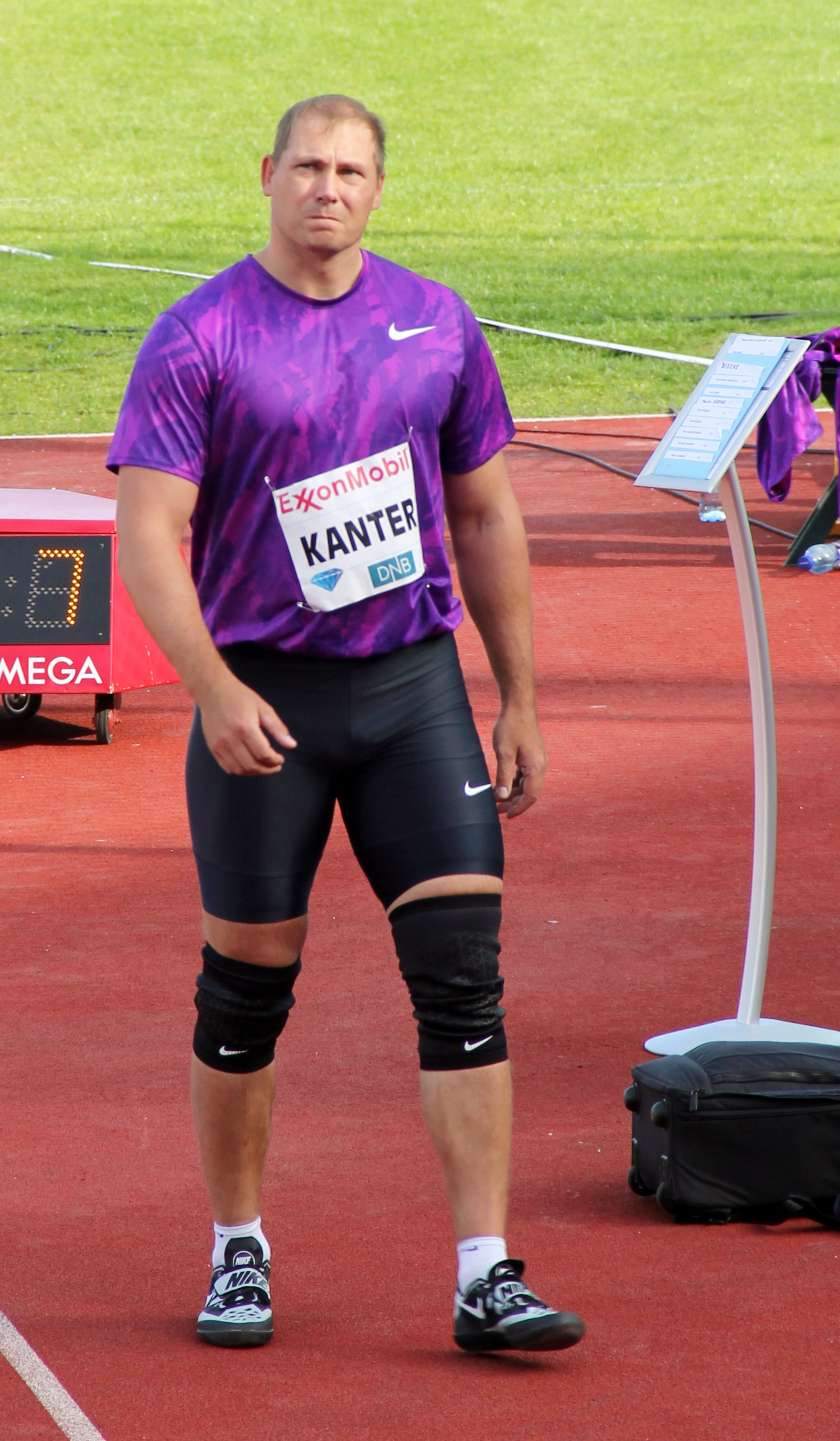
Bronze gab es für Gerd Kanter, unter anderem Olympiasieger von 2008 und zweifacher Vizeweltmeister (2005/2011)

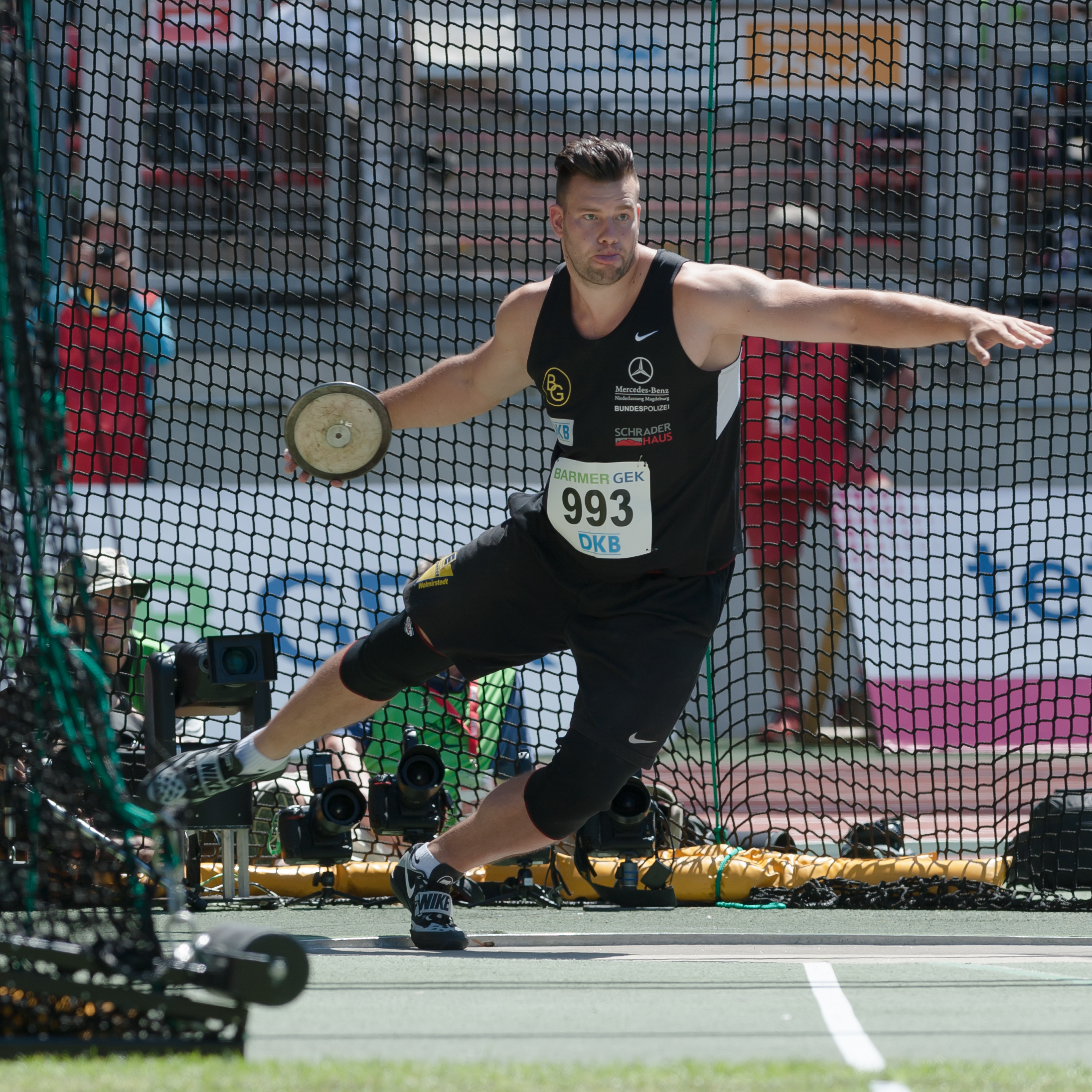
Martin Wierig belegte Rang vier
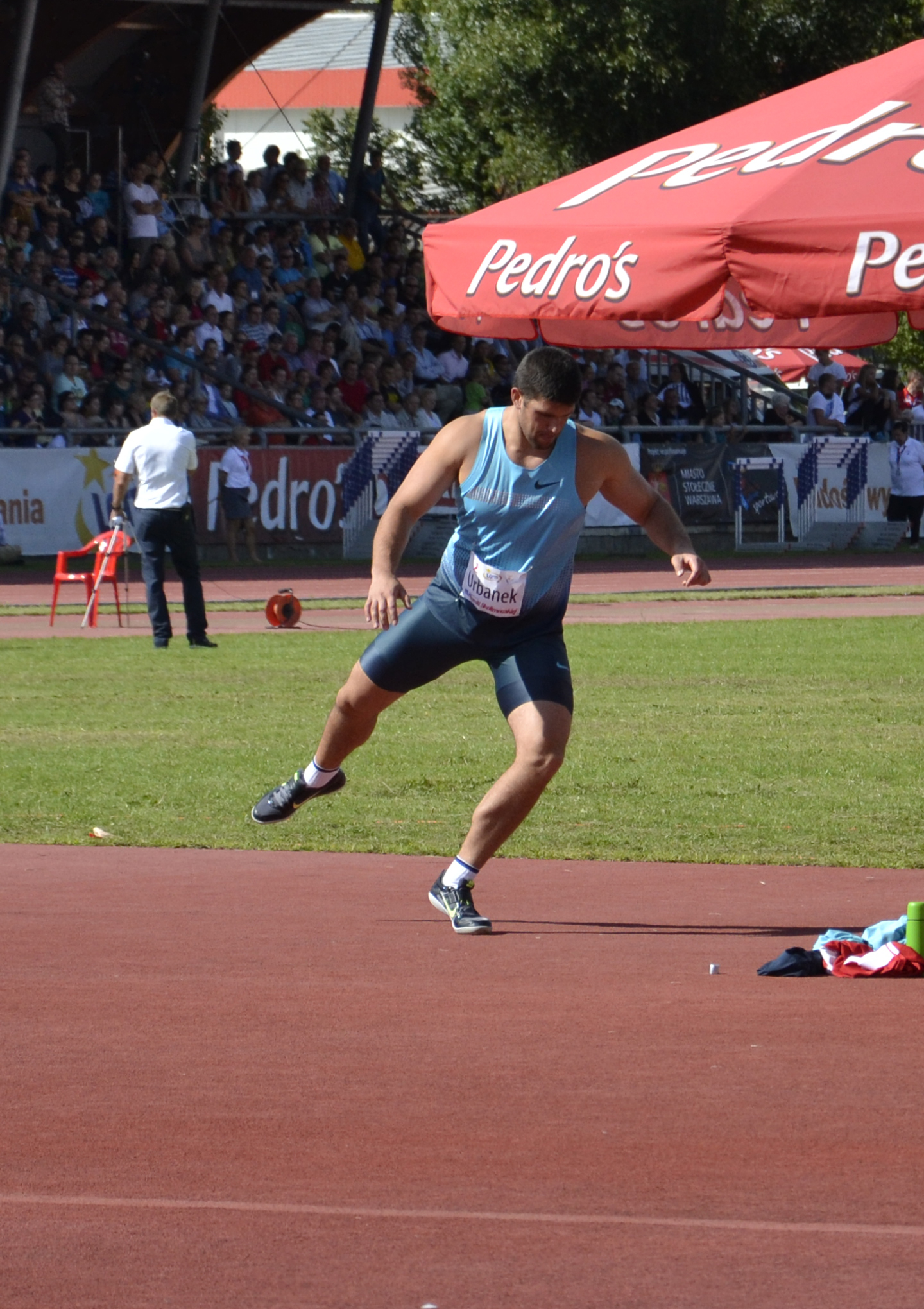
Der sechstplatzierte Robert Urbanek
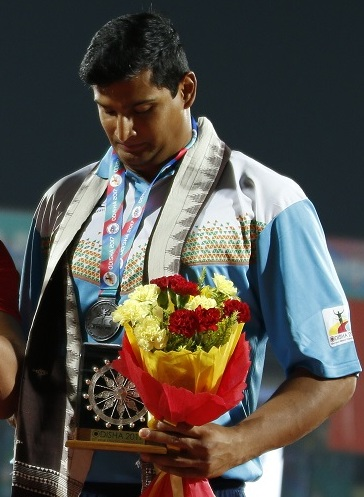
Vikas Gowda kam auf den siebten Platz
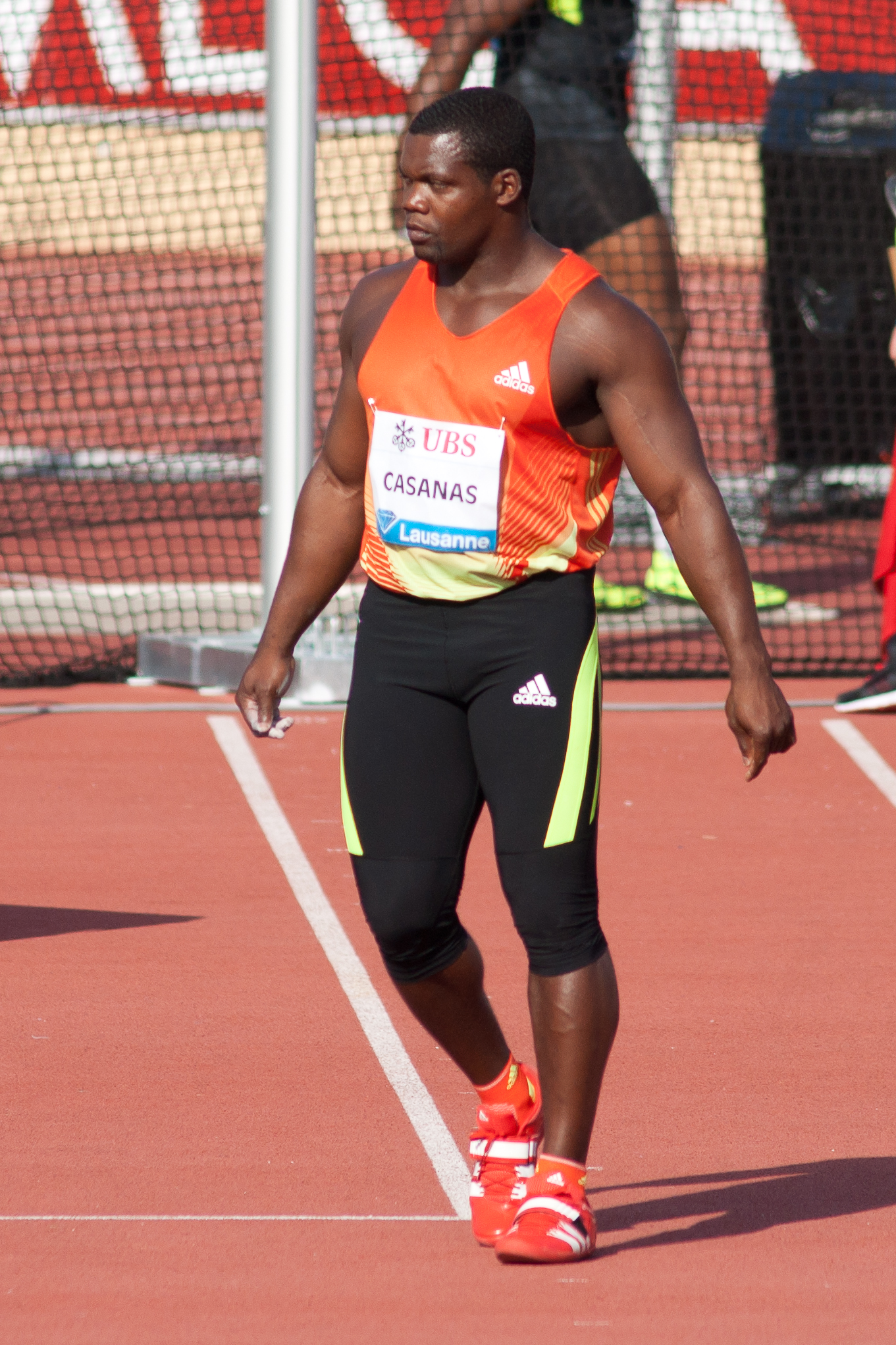
Rang neun für Yennifer Frank Casañas
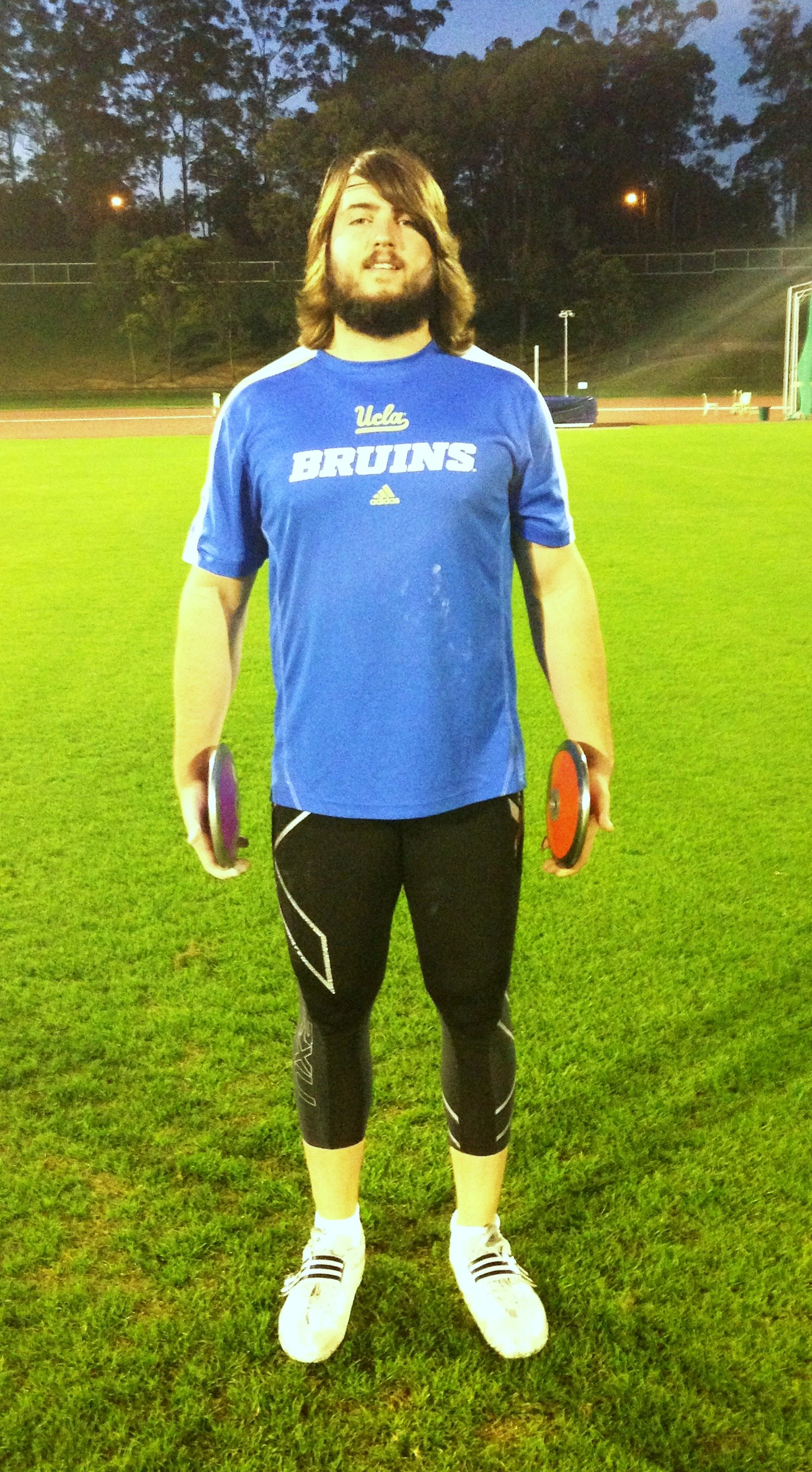
Julian Wruck wurde Elfter
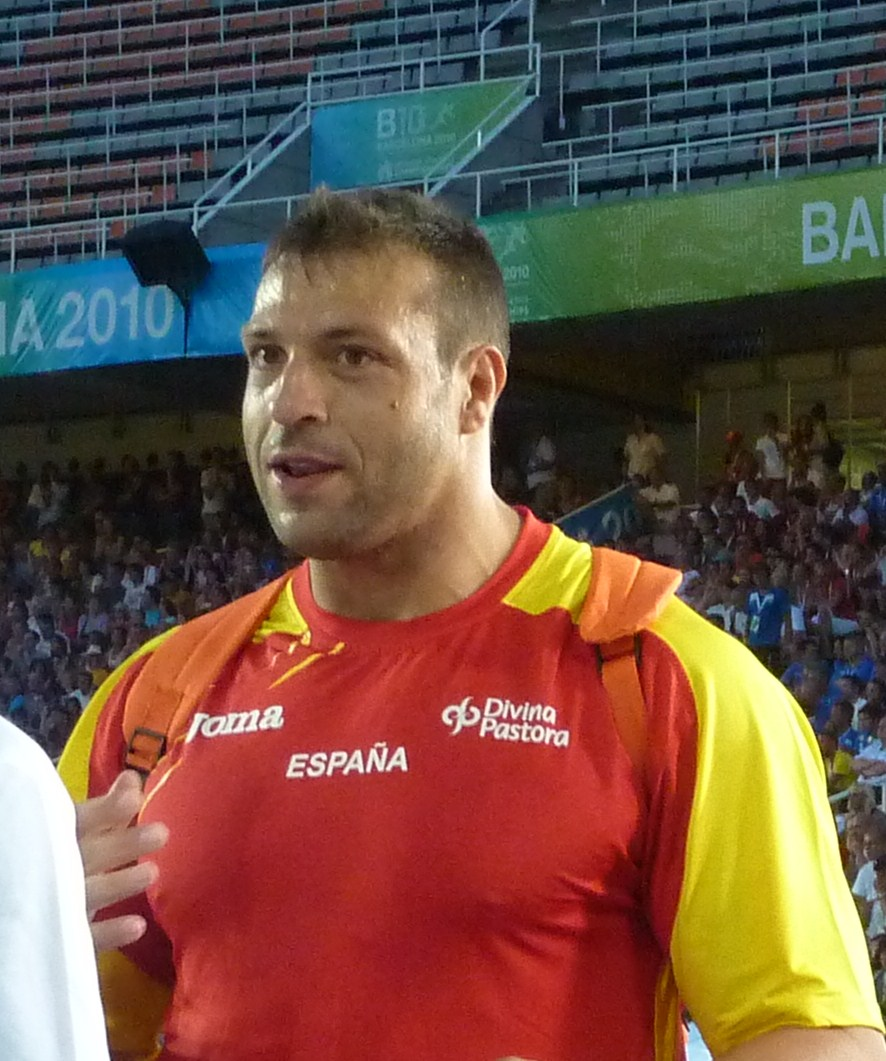
Mario Pestano erreichte Platz zwölf

## Video
- Robert HARTING wins Men's discus throw FINAL IAAF World Championships Moscow 2013, youtube.com, abgerufen am 22. Juli 2017